# Смерть шпионам (игра)
Смерть шпионам (англ. Death to Spies) — компьютерная игра в жанре стелс-экшна. Разработана компанией Haggard Games в 2007 году. 28 марта 2008 года состоялся релиз дополнения к игре — Смерть шпионам: Момент истины. 12 июня 2010 года 1С-Софтклаб и компания Haggard Games объявляют о разработке проекта «Смерть шпионам 2». Релиз состоялся в 2016 году, но с иностранным издателем.

## Игровой процесс
Игровой процесс был проработан детально. Внимание противника можно отвлекать броском мелких камешков или тарелок из столовой в окна. Солдаты противника, услышав звон стекла, оборачиваются на звук, или идут посмотреть. Кроме того, броском тарелки можно оглушить противника с расстояния в несколько шагов. Ножи предпочтительней использовать как бесшумное метательное оружие, притом их можно вынуть из трупа и использовать вновь. Нож можно использовать и для бесшумного убийства противника, подкравшись сзади, но при этом остаётся много крови, что не даёт возможности использовать обмундирование убитого для переодевания с целью маскировки, а обнаружение противником героя с ножом в руке приводит к его провалу. Автоматы, как таковые, есть, но использовать их рекомендуется в соответствии с маскировкой (можно переодеваться в разную форму, снятую с оглушённых или усыплённых противников). Почти идеальное бесшумное оружие ближнего боя — удавка или хлороформ. Первое убивает быстро, но заметно в руке. Второе оружие требует чуть большего времени, но платок, пропитанный хлороформом, можно сжать в кулак (в игре действительно видно, как герой сжимает кулак). Количество доз хлороформа во флаконе ограничено. Игрок может взламывать сейфы с лёгкими замками и дверные замки.
Огромную роль играет маскировка. Изначальный камуфляжный маскировочный костюм пригоден на природе — в высокой траве герой практически незаметен. В некоторых миссиях он одевается в цивильный костюм, выдавая себя за гражданского. Чтобы переодеться, нужно выполнить ряд требований — убить без повреждений тела, оттащить тело в скрытное от глаз противника место и там переодеться. Если раздетый труп будет обнаружен противником, маскировка будет раскрыта. Если достать несоответствующее оружие, герой быстро попадет под подозрение. В таком случае автомат рекомендуется быстро выбросить, пистолет, нож или удавку спрятать под одежду. Поведение героя также играет немаловажную роль. Вести себя в толпе гражданских следует спокойно, не привлекать внимания, не соваться в запретные для гражданских зоны. Использование униформы противника даёт существенно более эффективную маскировку. А использование офицерской формы даёт возможность проникнуть на объекты, куда доступ рядовому составу противника запрещён. В офицерской форме можно отдавать приказы остальным персонажам.
Если героя всё же обнаружили, то враги-немцы норовят кинуть гранаты, что ведёт к неминуемому поражению, если герой не успеет покинуть зону разлёта осколков. В игре гранаты предпочтительней применять против групп противника, однако наиболее эффективно их использовать в качестве мин-«ловушек», устанавливая на двери или трупы врагов. При открытии двери или обследовании вновь обнаруженного трупа враг, находящийся в зоне поражения, гарантированно уничтожается.

## Отзывы
| Сводный рейтинг    | Сводный рейтинг |
| Агрегатор          | Оценка          |
| ------------------ | --------------- |
| GameRankings       | 69,69 %         |
| Metacritic         | 69/100          |
| Иноязычные издания |                 |
| Издание            | Оценка          |
| IGN                | 8/10            |

## Саундтрек
Оригинальная музыка была написана коллективом
The SandS.
Также в игре звучат композиции 20х — 40х годов:
1. Ted Weems — Collegiate Love
2. Duke Ellington — Diga Diga Doo
3. W. C. Handy — Yellow dog blues
4. Django Reinhardt — From you
5. Г. Виноградов и Гос-джаз оркестр ВРК А.Цфасмана — «Два Максима»
6. Artur Rubinstein — Waltz, Op. 64 No. 1, Minute, in D-Flat
7. Edvard Grieg — March of the Dwarfs
8. George Gershwin — Prelude 3